# Candelaria of San José
Chân phước Candelaria de San José (11 tháng 8 năm 1863 - 31 tháng 1 năm 1940) là một tín hữu Công giáo Rôma người Venezuela và là người sáng lập ra các nữ dòng Carmelite của Venezuela - còn được gọi là Dòng Carmel của Mẹ Candelaria.
Cái chết của cha mẹ cô vào năm 1870 và 1887 khiến cô phải gánh vác trách nhiệm hộ gia đình mặc dù đến năm 1900 đã đặt trái tim của cô để hỗ trợ những người khác trong khu vực của cô; điều này bắt đầu vào năm 1903 khi cô phục vụ trong vai trò là giám đốc của một bệnh viện mới mặc dù cô cũng có xu hướng bị bệnh trong thời gian dịch bệnh và xung đột đã nổ ra theo thời gian.

## Tiến trình tuyên thánh
Quá trình phong chân phước bắt đầu vào ngày 19 tháng 6 năm 1980 sau khi Thánh bộ Tuyên thánh đã ban hành "nihil obstat" chính thức (không có gì chống lại việc tuyên thánh) với án tuyên phóng và xếp bà vào danh hiệu Tôi tớ Chúa. Quá trình tuyên phong được mở ra sau này tại Caracas vào ngày 27 tháng 11 năm 1983 và sau khi kết thúc, C.C.S. xác nhận vào ngày 15 tháng 1 năm 1988 trước khi công văn được biên soạn và gửi hồ sơ Positio đến C.C.S. vào năm 1996 để đánh giá. Sáu nhà thần học đã phê chuẩn điều này vào ngày 7 tháng 10 năm 2003 cũng như C.C.S. các thành viên vào ngày 3 tháng 2 năm 2004 trong khi xác nhận đức hạnh anh hùng của cô vào ngày 19 tháng 4 năm 2004 cho phép Giáo hoàng Gioan Phaolô II đặt bà vào danh sách Đấng đáng kính.
Phép màu cho sự phong chân phước đã được điều tra trong một tòa án giáo phận và nhận được C.C.S. xác nhận vào ngày 25 tháng 2 năm 2000 trước khi bảy chuyên gia y tế chấp thuận việc chữa lành này là một phép màu thực sự vào ngày 24 tháng 11 năm 2005; các nhà thần học đã bỏ phiếu tương tự như vậy vào ngày 31 tháng 5 năm 2006 cũng như C.C.S. Ngày 6 tháng 3 năm 2007, Giáo hoàng Biển Đức XVI lên tiếng tán thành chính thức và cuối cùng vào ngày 6 tháng 7 năm 2007. Hồng y José Saraiva Martins chủ trì cuộc tuyên phong vào ngày 27 tháng 4 năm 2008 tại Venezuela - là vị thánh đầu tiên trên đất Venezuela - với 40 000 tại sân vận động chính lễ kỷ niệm được tổ chức và 20 000 nữa trong một buổi lễ khác không quá xa với màn hình truyền hình phát sóng sự kiện. Hồng y Jorge Liberato Urosa Savino và Sứ thần Tòa Thánh Giacinto Berlocco đã tham dự.